# Друштво ликовних уметника и педагога Пирота
Друштво ликовних уметника и педагога Пирота је настало 26. марта 1977. године на иницијативу Извршног одбора општинског СИЗ–а културе, ликовни живот Пирота добија организованији облик. Друштво је представљало новину а услови за пријем у чланство били су: завршен Факултет ликовних или примењених уметности, а за сликаре аматере подношење стручном жирију пет самосталних радова.

## Историјат
Резултате окупљања и деловања, Друштво је показало јавности на првој самосталној изложби поводом ослобођења Пирота 1977. године. Била је то прва годишња изложба у читаоници Народне библиотеке, на којој су били заступљени радови једанаест сликара и једног вајара. Мећу излагачима били су: Петар Ђорђевић, сликар; Анђелка Манчић, сликар; Ђорђе Златковић, сликар; Василије Костић, професор руског језика — сликар; Милена Мијалковић Николић, историчар уметности; Мирослав Живковић, медицински техничар – сликар: Јован Петровић, архитекта — сликар; Душица Видановић, примењени уметник; Антоније Милошевић, сликар; Момчило Ђорђевић, сликар; Никола Николић Николица, сликар и вајар Урош Костић.
На Другој годишњој изложби Друштва ликовних уметника и педагога у трајању од 7 — 20. септембра 1978. године у просторији бившег Експрес ресторана, показана је већа заинтересованост и богатство изложених радова. Друштву је приступио Љубомир Иванковић, који је те године завршио Факултет примењених уметности у Београду. Публици се представио графикама у техници акватинте. Новина на изложби биле су и фотографије Владимира Крстића. Награда Друштва додељена је Момчилу Ђорђевићу.
На Трећој годишњој изложби Друштва ликовних уметника и педагога, одржаној од 6 — 16. септембра 1979. године у
просторији Експрес ресторана, пиротској публици се представио својим плакатима и Јанко Јовановић, који је тада дипломирао на Факултету примењених уметности у Београду. Стручни жири је награду доделило Јовану Петровићу за рад у техници уља „Летњи дан".
Следеће, 1980. године, Друштво је на Четвртој годишњој изложби у Сали Дома ЈНА показало резултате свог трогодишњег рада. На изложби је било тридесетак радова разноврсне тематике, технике и стила. Награду жирија добио је академски сликар Петар Ђорђевић за слику „Чекаоница".
Пета годишња изложба Друштва имала је за циљ наставак традиције ,оплемењивање културног живота града и почетак ликовног живота у новој Галерији при Центру за културу. Изложба је трајала од 7 — 22. септембра.
Друштво и дан данас делује у Пироту и има своје годишње изложбе.

### Облик 77
У оквиру Друштва, формирана је и група „Облик 77" која под тим именом излаже од 29. октобра до 10. новембра 1979.
године у Великој галерији Културног центра у Београду. Чланови групе: Момчило Ђорђевић, Петар Ђорђевић, Анђелка Манчић, Јован Петровић и Антоније Милошевић, изложили су двадесет пет слика — сваки аутор по пет радова. У „Политици експрес" ликовни критичар Никола Кусовац, дао је свој осврт на изложбу групе „Облик 77": „ . . . У том смислу вредна је пажње појава групе младих уметника која делује у Пироту, управо у граду чији су резултати на пољу културног и уметничког стваралаштва, особито када је у питању оплемењивање радног простора, већ с разлогом истицани и хваљени. Гледано у целини, дело и деловање групе „Облик 77" има своје пуно оправдање и остаће забележено као правовремена и значајна појава на путу деметрополизације и демократизације ликовног стваралаштва Србије."